# Chelidonichthys kumu
Chelidonichthys kumu és una espècie de peix pertanyent a la família dels tríglids.

## Descripció
- Fa 60 cm de llargària màxima (normalment, en fa 40) i 1.500 g de pes.
- Nombre de vèrtebres: 33-35.
- És de color oliva o marronós, tot i que esdevé vermell quan es troba estressat.
- La meitat inferior de la part interior de l'aleta pectoral presenta una gran taca negra envoltada per nombrosos punts blancs.
- L'espina dorsal és verinosa.[2][3][4][5]

## Hàbitat
És un peix marí (encara que també freqüenta rius i estuaris), demersal i de clima subtropical (34°N-43°S) que viu entre 1-200 m de fondària (normalment, entre 75 i 150).

## Distribució geogràfica
Es troba des de la badia Delagoa (Moçambic) fins al Cap de Bona Esperança (Sud-àfrica). També és present a Austràlia, Nova Zelanda, el Japó, Corea i Hong Kong.

## Costums
És bentònic.

## Longevitat
La seua esperança de vida és de 15 anys.

## Ús comercial
La seua carn és excel·lent per al consum humà: és venut fresc i congelat, i menjat fregit o rostit al forn i al microones.

## Observacions
És verinós per als humans.